# Grigorij Balicki
Grigorij Wasiljewicz Balicki, Hryhorij Wasylowycz Bałycki (ros. Григорий Васильевич Балицкий, ukr. Григорій Васильович Балицький, ur. 27 lutego?/12 marca 1906 we wsi Berestiahy, zm. 6 grudnia 1989 w Kirowohradzie) – radziecki dowódca partyzancki i działacz partyjny, Bohater Związku Radzieckiego (1943).

## Życiorys
Urodził się w ukraińskiej rodzinie chłopskiej. Od 1928 do 1933 mieszkał w Mariupolu, w 1932 został członkiem WKP(b), w 1937 ukończył Wszechukraiński Instytut Edukacji Komunistycznej w Charkowie (obecnie Charkowska Państwowa Akademia Kultury), 1937-1940 kierował działem obwodowej gazety „Bolszewik” w Czernihowie, później kierował jednym z sektorów obwodowego komitetu partyjnego. Po ataku Niemiec na ZSRR wraz z grupą pracowników partyjnych organizował komunistyczne podziemie na okupowanym terytorium obwodu czernihowskiego. 
W październiku 1941 na polecenie podziemnego Komitetu Obwodowego KP(b)U w Czernihowie ustanowił łączność z oddziałami partyzanckimi, od grudnia 1941 brał udział w działalności dywersyjnej w składzie oddziału Aleksieja Fiodorowa. Przeprowadzał m.in. akcje kolejowe, wykolejając pociągi jadące na front. Od sierpnia 1942 dowodził własnym oddziałem partyzanckim, w listopadzie 1942 wraz ze swoimi ludźmi wszedł w skład zgrupowania partyzanckiego pod dowództwem Aleksieja Fiodorowa. W jednej z walk został ciężko ranny i odesłany do szpitala do Moskwy, od początku marca 1943 ponownie był w partyzantce. Brał udział w rajdzie zgrupowania partyzanckiego na Prawobrzeżną Ukrainę, podczas którego jego oddział rozbijał niemieckie garnizony, m.in. w miejscowości Włodzimierzec. Od lipca 1943 działał na Wołyniu, prowadząc działania na linii kolejowej Kowel-Równe. W kwietniu 1944 powstało zgrupowanie oddziałów partyzanckich dowodzone przez Balickiego, działające do maja 1944. 
Od lipca 1944 ponownie był funkcjonariuszem partyjnym, w 1947 ukończył Wyższą Szkołę Partyjną, w 1964 został przewodniczącym Komisji Partyjnej Przy Komitecie Obwodowym w Kirowohradzie.

## Odznaczenia
- Złota Gwiazda Bohatera Związku Radzieckiego (7 marca 1943)[1]
- Order Lenina
- Order Czerwonego Sztandaru (7 sierpnia 1944)
- Order Bohdana Chmielnickiego II klasy (2 maja 1945)
- Order Czerwonej Gwiazdy (12 maja 1942)
- Order „Znak Honoru”
- Medal jubileuszowy „W upamiętnieniu 100-lecia urodzin Władimira Iljicza Lenina”
- Medal „Za zwycięstwo nad Niemcami w Wielkiej Wojnie Ojczyźnianej 1941–1945”
- Medal „Za ofiarną pracę w Wielkiej Wojnie Ojczyźnianej 1941–1945”
- Medal „Partyzantowi Wojny Ojczyźnianej” I klasy
- Medal „Weteran pracy”
- Medal jubileuszowy „Dwudziestolecia zwycięstwa w Wielkiej Wojnie Ojczyźnianej 1941–1945”
- Medal jubileuszowy „Trzydziestolecia zwycięstwa w Wielkiej Wojnie Ojczyźnianej 1941–1945”
- Medal jubileuszowy „Czterdziestolecia zwycięstwa w Wielkiej Wojnie Ojczyźnianej 1941–1945”
- Medal jubileuszowy „50 lat Sił Zbrojnych ZSRR”
- Medal jubileuszowy „60 lat Sił Zbrojnych ZSRR”
- Medal jubileuszowy „70 lat Sił Zbrojnych ZSRR”
- Krzyż Kawalerski Orderu Virtuti Militari (Polska Ludowa)